# Georgetown Journal of International Affairs
Il Georgetown Journal of International Affairs (GJIA) è una rivista accademica annuale sottoposta a revisione paritaria e pubblicata a cura della Edmund A. Walsh School of Foreign Service della Georgetown University di Washington DC.
La rivista adotta un approccio multidimensionale e integrato alle relazioni internazionali, dando voce a importanti accademici, politici e analisti, oltre a pubblicare articoli che presentano i temi trattati secondo un'ampia varietà di prospettive internazionali e interdisciplinari.
Fondata nel 1998, la rivista ha pubblicato il suo primo numero nel 2000. Da allora è cresciuta considerevolmente e ora può essere trovata in oltre 300 punti vendita negli Stati Uniti ed è distribuita a livello internazionale in oltre 18 paesi.

## Organizzazione
L'organizzazione ha nove sezioni editoriali, ognuna con un proprio supervisore. Le sezioni sono le seguenti: Conflict & Security, Global Governance, Human Rights & Development, Business & Economics, Science & Technology, Society & Culture, Forum, Dialogues, and Student Review. I redattori capo dell'edizione online dell rivista sono Freddy Ludtke e Becky Twaalfhoven. I redattori capo della Print Edition sono Aaron Baum ed Emily Dougherty.

## Contenuto
GJIA diffonde regolarmente nel proprio sito web i commenti e le analisi di esperti su una vasta gamma di argomenti politici. Gli articoli online sono in genere più brevidi quelli stampati nel formato cartaceo, preservando la qualità dei contenuti nel formato pi adatto alle esigenze di Internet. I redattori di GJIA sollecitano direttamente l'invio di articoli ad accademici e professionisti, sia dalla Georgetown University che a livello mondiale.

## Pubblico
La platea di lettori comprende eminenti professionisti degli affari internazionali, gruppi di riflessione, ambasciate e biblioteche universitarie. Inoltre, la rivista è indicizzata nei principali servizi di hosting accademico, come il Columbia International Affairs Online, ProQuest, Hein Online, Thomson Gale e Public Affairs Information Service. Gli articoli sono regolarmente citati dalla Chronicle of Higher Education e dalla rivista Executive Digest di PricewaterhouseCoopers' Digest. Sono anche frequentemente utilizzati nelle istituzioni accademiche degli Stati Uniti, tra cui Georgetown, Harvard, Princeton e la National Defense University.